# Hesperochernes montanus
Hesperochernes montanus är en spindeldjursart som beskrevs av Chamberlin 1935. Hesperochernes montanus ingår i släktet Hesperochernes och familjen blindklokrypare. Inga underarter finns listade i Catalogue of Life.